# Мануэл I
Мануэл I Счастливый (порт. Manuel I o Venturoso; 31 мая 1469, Лиссабон — 13 декабря 1521, Лиссабон) — 5-й король Португалии из Ависской династии с 25 октября 1495 года.

## Биография

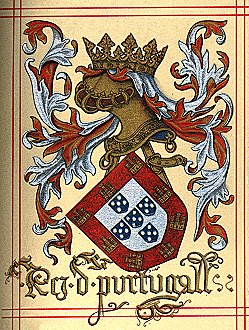
Герб короля Португалии. «Книга главного оружейника», f. X r, 1509 год.

### Ранние годы
Младший (шестой) сын инфанта Фернанду (1433—1470), 1-го герцога Бежа (1453—1470) и 2-го герцога Визеу (1460—1470), и инфанты Беатрис Португальской (1430—1506). Его отец был вторым сыном короля Эдуарда (Дуарти), а его мать — внучкой короля Жуана I. Мануэл стал наследником после гибели принца Афонсу, единственного законного сына короля Жуана II.
В 1484 году после смерти своего бездетного старшего брата Диогу (1452—1484) Мануэл стал 4-м герцогом Бежа (1484—1495) и 5-м герцогом Визеу (1484—1495).
Мануэл вырос среди заговоров знати против короля Жуана II. Его старший брат Диогу был заколот кинжалом за участие в заговоре в 1484 году самим королём. Сам Мануэл имел все основания для беспокойства остаться без трона, но они оказались беспочвенными: Жуан II назвал его своим наследником после смерти принца Афонсу, отказавшись от попыток узаконить своего внебрачного сына Жорже, герцога Коимбры.

### Правление
Мануэл продолжил политику своих предшественников, направленную на расширение владений Португалии. Его правление ознаменовалось эпохой географических открытий. При нём Васко да Гама достиг берегов Индии в 1498 году, Педру Алвариш Кабрал открыл Бразилию, Франсишку ди Алмейда стал первым вице-королём Индии (1505), а Афонсу де Албукерки основал первые колонии в Персидском заливе. Это время было периодом высшего могущества Португалии, периодом её расцвета как морской державы.
По имени короля Мануэла I назван архитектурный стиль — мануэлину, в котором нашла своё выражение эпоха географических открытий. Мануэл был очень религиозным человеком и вложил солидные средства в организацию работы миссионеров в новых колониях и строительство культовых зданий, таких как монастырь Жеронимуш. Мануэл также стремился способствовать очередному крестовому походу против турок.

В декабре 1496 года Мануэл I издал Декрет об изгнании евреев из Португалии и обязательном крещении всех детей. 20 000 евреев покинули страну. Оставшиеся были подвергнуты насильственному крещению согласно декрету от 19 марта 1497 года. Эти меры были обусловлены женитьбой Мануэла на инфанте Изабелле Астурийской, дочери Фердинанда II Арагонского и Изабеллы I Кастильской и вдове наследника престола инфанта Афонсу. Фердинанд и Изабелла изгнали евреев в 1492 году и заявили, что не дадут согласия на брак инфанты с королём страны, где допускается присутствие евреев. В Лиссабоне в 1506 году произошёл крупный еврейский погром; лидеры бунта были казнены по приказу короля.
Обручение Мануэла I и инфанты Марии

### Поздние годы
Изабелла умерла в 1498 году при родах долгожданного наследника. Родившийся мальчик Мигель стал символом амбиций Фердинанда и Изабеллы, поскольку унаследовал титулы Португалии, Кастилии и Арагона. Однако амбиции по объединению всего полуострова в единое королевство просуществовали недолго и рухнули со смертью Мигеля в 1500 году.
В 1506 году папа Юлий II подарил Мануэлу I Золотую розу, а в 1514 году Лев X подарил вторую, что сделало Мануэла первым обладателем сразу двух папских наград.

## Наука, культура и искусство
В эту эпоху произошли самые важные культурные, политические, экономические, религиозные, социальные и научные революции, которые человечество когда-либо переживало. Политика Мануэла I была небезразлична к культурному развитию, активно продвигая его, он даже реформировал общеобразовательные дисциплины, создавая новые образовательные планы. Научные открытия, сделанные португальцами,  стали темой, вопросом и вызовом для европейского художественного, научного и философского творчества. Таким образом, правление Мануэля является частью эпохи Возрождения в Португалии, периода сильного творчества и инноваций.
Начало правления Мануэла показано в третьем сезоне испанского сериала «Изабелла» (2011), где короля играет Иван Эрмес.

## Смерть и похороны

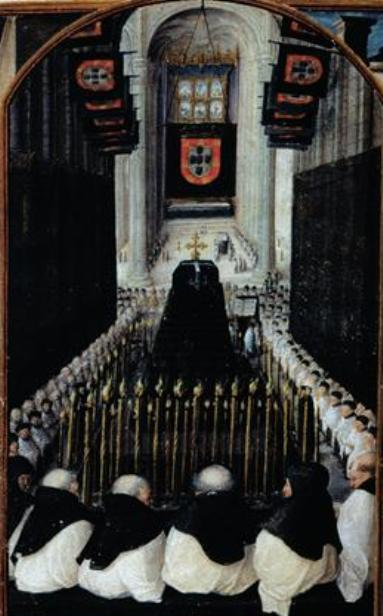
Антониу де Оланда. Погребение Мануэла. Часослов Мануэла I, 1517—1551 гг.

В начале декабря 1521 года Мануэл заболел лихорадкой. Первые симптомы появились 4-го числа, а умер вечером 13-го, когда он был в бреду и вслух произносил стихи из Псалтири.
После смерти короля его тело было помещено в деревянный гроб, его разместили «как и положено королю». Гроб несли Хайме и Жорже, после того как его поставили, он был раскрыт и все присутствующие могли поцеловать его руку. Тело короля было доставлено в Лиссабон утром 14 декабря 1521 года. Большое количество духовенства, великого и благородного королевства ожидали со своими слугами, чтобы освещать ночь факелами. Королевские похороны состоялись в следующий вторник в Лиссабонском соборе. Церемонии закончилась только около часа следующего дня.

## Семья
В 1497 году Мануэл женился на Изабелле Астурийской (1470—1498).
- Мигел да Паш (1498—1500), наследный принц Португалии, Кастилии и Арагона.

В 1500 году Мануэл женился на сестре Изабеллы, Марии Арагонской. Дети:
- Жуан (1502—1557), король Португалии Жуан III;
- Изабелла (1503—1539), супруга императора Карла V;
- Беатриса (1504—1538), супруга герцога Савойского Карла III;
- Луиш (1506—1555), 5-й герцог Бежа (1506—1555) и отец будущего короля Португалии Антониу I;
- Фернанду (1507—1534), 1-й герцог Гуарды и Транкозу (1530—1534);
- Афонсу (1509—1540), епископ Гуарды, Визеу и Эвора, архиепископ Лиссабона, кардинал;
- Мария (1511—1513);
- Энрике (1512—1580), кардинал, затем король Португалии Энрике I;
- Дуарте (1515—1540), 4-й герцог Гимарайнш (1537—1540), в браке с Изабеллой Браганса. По женской линии предок короля Жуана IV, первого из династии Браганса.
- Антониу (1516).

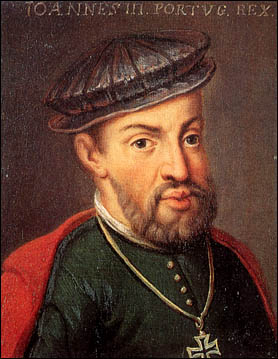
Жуан III
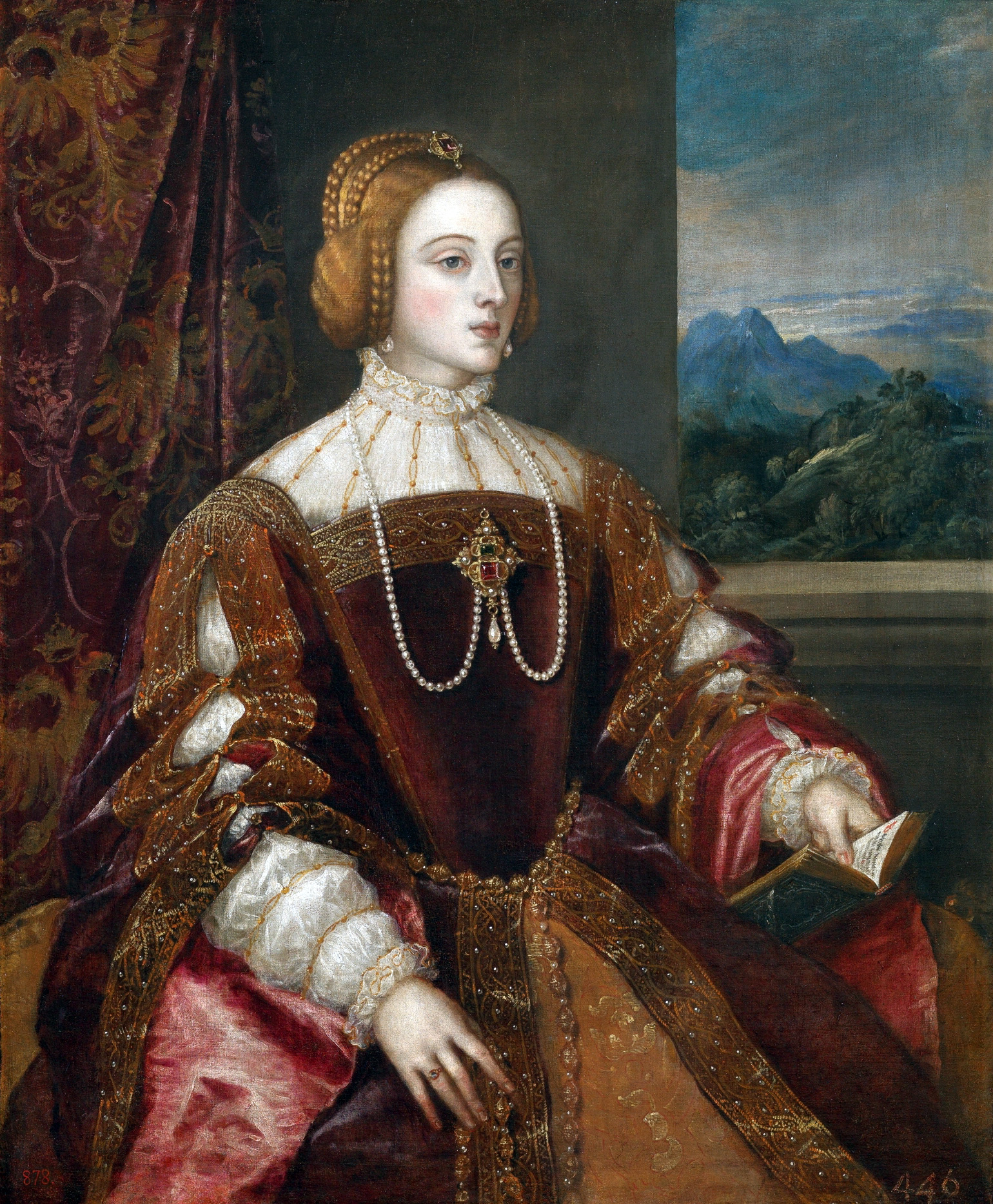
Изабелла
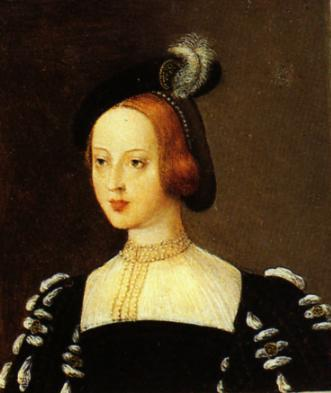
Беатриса
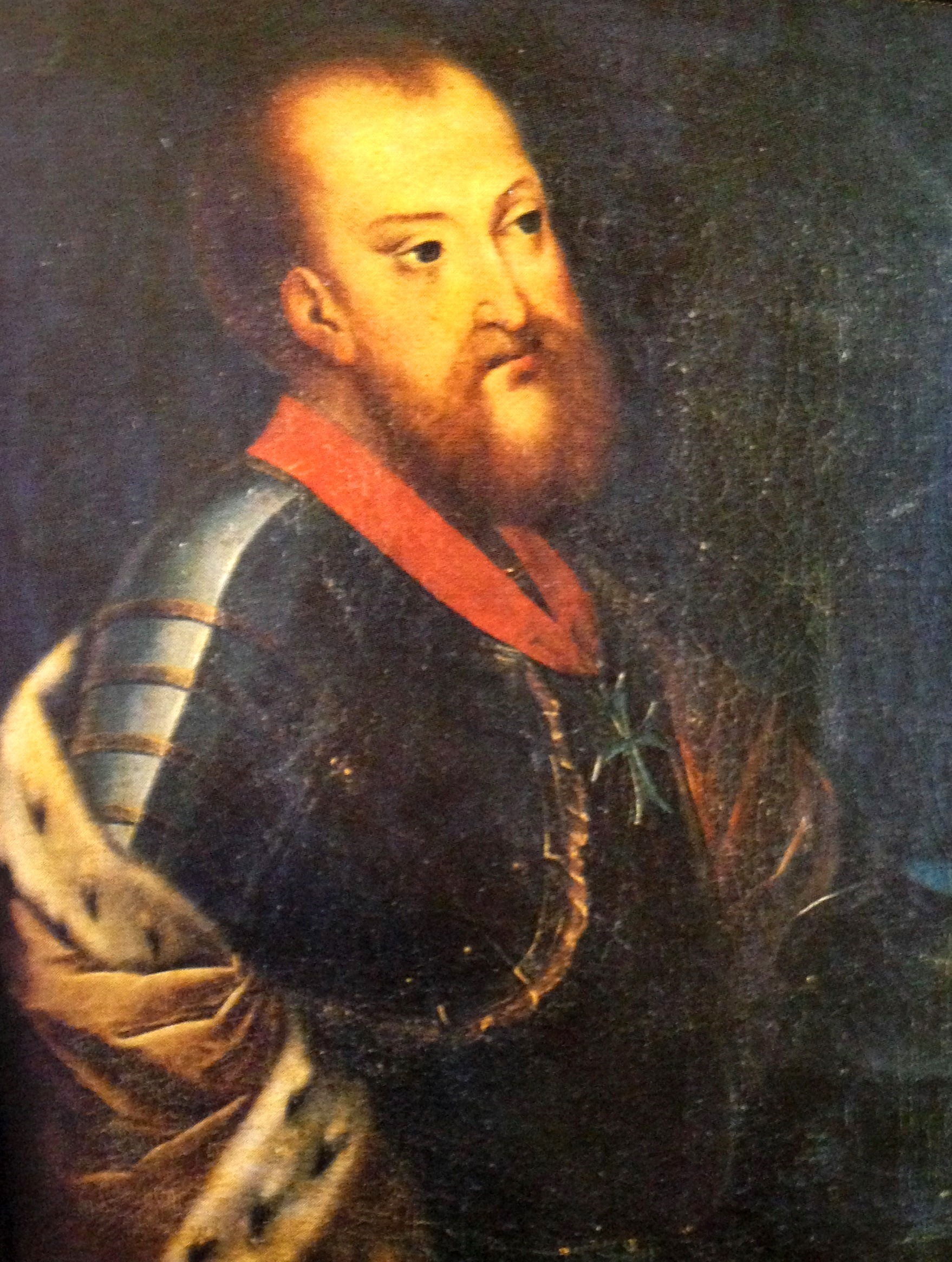
Луиш
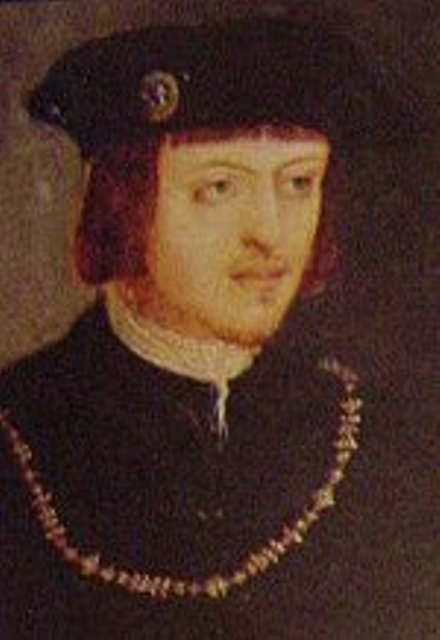
Фернанду
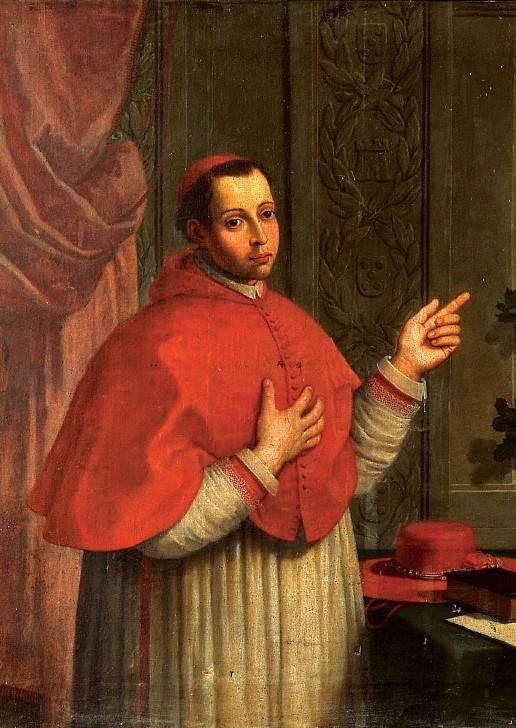
Афонсу
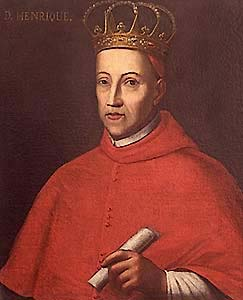
Энрике I
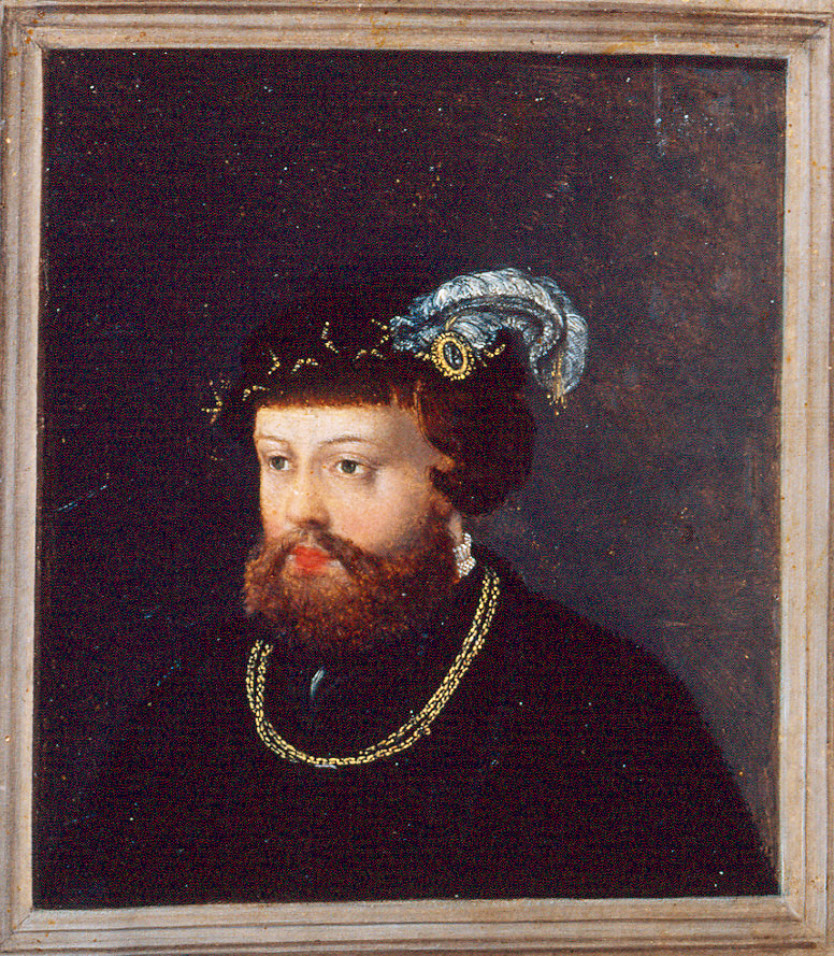
Дуарте

Герб короля, гербы 6 принцев (Жуана, Луиша, Фернанду, Афонсу, Энрике и Дуарте) и 2 принцесс (Изабел и Беатриш) представлены на потолке Гербового зала Национального дворца в Синтре. Третьей женой Мануэла стала племянница двух предыдущих — дочь их сестры Хуаны Безумной Элеонора Австрийская (1498—1558). Дети:
- Карлуш (1520—1521), умер во младенчестве;
- Мария (1521—1577), была одной из самых богатых принцесс Европы, никогда не была замужем.

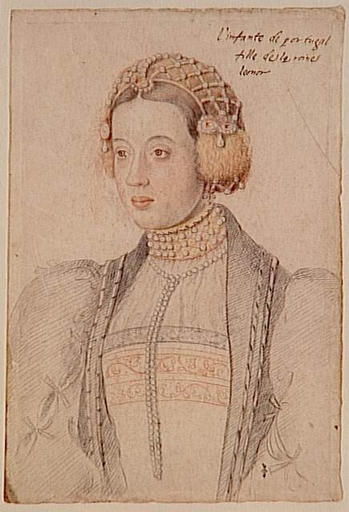
Мария

После смерти Мануэла в 1521 году от чумы ему наследовал его сын от Марии Арагонской Жуан III.